# 施韋特貝格
施韋特貝格（Schwertberg）是奧地利的城鎮，位於該國北部，由上奧地利負責管轄，面積18.8平方公里，海拔高度268米，2012年人口5,129。1938年3月13日，納粹德國佔領該鎮。